# شارتیه‌ویل، کبک
شارتیه‌ویل (به فرانسوی: Chartierville) شهری در منطقه شهری لواو-سن-فرانسوا ناحیه استری در استان کبک کانادا است. در سرشماری سال ۲۰۱۱ این شهر ۳۶۳ نفر جمعیت داشته‌است و مساحت آن ۱۳۹٫۱۳ کیلومتر مربع است.